# Laupala neospisa
Laupala neospisa är en insektsart som beskrevs av Otte, D. 1994. Laupala neospisa ingår i släktet Laupala och familjen syrsor. Inga underarter finns listade i Catalogue of Life.